# Salisne
Salisne (ukrainisch, kyrillisch Залізне; russisch Зализное Salisnoje) ist eine Kleinstadt in der Oblast Donezk im Osten der Ukraine mit etwa 5500 Einwohnern.

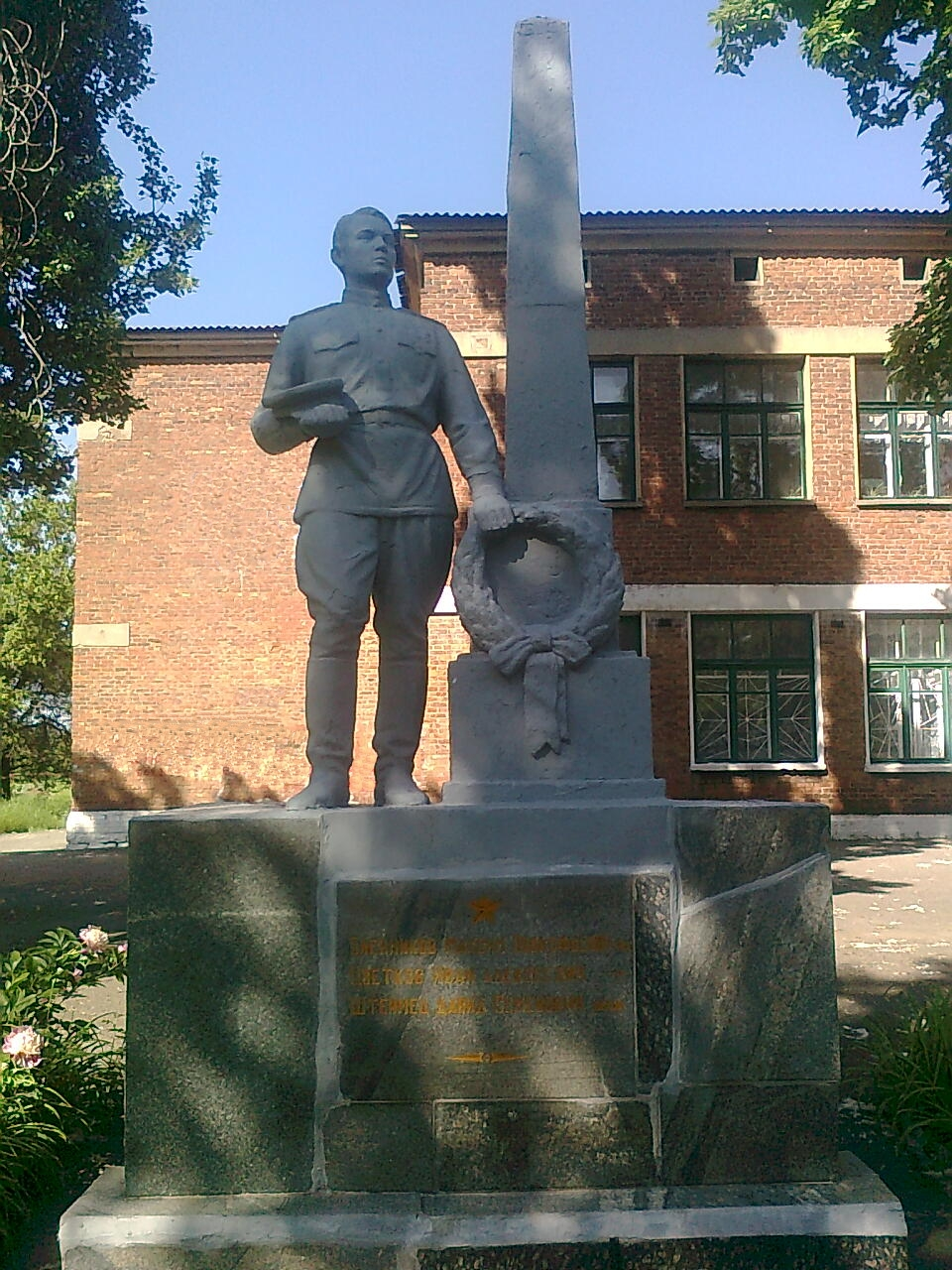
Kriegerdenkmal im Ort

Salisne liegt im westlichen Donezbecken etwa 4 Kilometer südöstlich des Stadtzentrums von Torezk und 44 Kilometer nördlich vom Oblastzentrum Donezk entfernt.
Die Stadt entstand 1894 unter dem Namen Nelepowskyj (Нелеповский), 1921 wurde sie zu Ehren von Fjodor Andrejewitsch Sergejew, einem sowjetischen Revolutionär, in Artemowe/Artjomowo (ukrainisch Артемове; russisch Артёмово) umbenannt. Der Ort entwickelte sich nach der Entdeckung von Kohlevorkommen zu einem Bergbauort, 1938 erhielt er den Stadtstatus zuerkannt.
Im Russisch-Ukrainischen Krieg wurde die Stadt im Dezember 2014 von Separatistenseite beschossen, es kam zu einigen Zerstörungen im Ort. Am 19. Mai 2016 wurde der Ort im Zuge der Dekommunisierung der Ukraine auf den Namen Salisne umbenannt.
Am 12. Juni 2020 wurde die Stadt ein Teil der neugegründeten Stadtgemeinde Torezk, bis dahin bildete sie zusammen mit der Siedlung städtischen Typs Piwdenne die gleichnamige Stadtratsgemeinde Salisne (Залізна міська рада/Salisna miska rada) als Teil der Stadtratsgemeinde Torezk.
Am 17. Juli 2020 wurde der Ort ein Teil des Rajons Bachmut.